# ماري أومالي
ماري أومالي (بالإنجليزية: Mary O'Malley)‏ هي معالجة نفسية أمريكية، ولدت في 1945.

## سيرة ذاتية
نشأت ماري أومالي في ولاية واشنطن ودرست في جامعة بوجيت ساوند في تاكوما ، واشنطن. دخلت المستشفى عام 1968 بعد عدة محاولات انتحار. ثم أمضت عدة سنوات في الدراسة مع باتريشيا صن وستيفن ليفين وجاك كورنفيلد وبيما تشودرون وبريان سويم وأدياشانتي. منذ أوائل الثمانينيات من القرن الماضي ، كانت تكتب الكتب وتتحدث إلى المجموعات وتقود الخلوات وتعمل مع الناس بشكل فردي. تحمل فلسفاتها بعض أوجه التشابه مع فلسفات ستيفن ليفين وإيكهارت تول وبايرون كاتي .

## روابط خارجية
- موقعها على الانترنت.